# くるくるカメレオン
『くるくるカメレオン』は、2006年1月19日にスターフィッシュ・エスディから発売されたPlayStation Portable用パズルゲーム。2006年3月9日にはアーケード版の稼働が開始したほか、同年10月12日には『くるくるカメレオンDS』という題名でニンテンドーDS用ソフトとして発売された。
かつてはAndroid版が配信されていたほか、2019年末から2020年初頭にかけてはNintendo SwitchやPlayStation 4といった家庭用ゲーム機向けの移植版が発売されたほか、Steamを通じてWindows版の配信が開始された。
日本国外においては"Chameleon: To Dye For!"という名前で発売されたほか、北米においては"Chameleon"という題名で発売された。

## システム
本作はターン制の陣取りゲームであり、50%以上の領土を取得すると勝利となる。
お互いに画面の端から開始する。まず、自分のターンに選択ウィンドウの中から色を選ぶ。このとき、現在の自分および相手の陣地の色を選ぶことはできない。選択すると自分の領土の色が変わり、隣接していたコマも陣地に組み込まれる。これを交互に繰り返して領土を広げていく。
コマには爆弾が置かれている場合があり、爆発すると周囲を中立コマに戻してしまう。また、操作するキャラクターごとに必殺技が設定されており、プレイ中に取得した☆コマの数によって威力が変わる。

### DS版追加要素
ストーリーモードと、全マップ64ステージを通じてプレイするやりこみモードを実装。
また、通常のルールで対戦するステージのほか、大きなキングマスの周囲を50%以上占拠することを目指すキングルールステージ、旗の立ったゴールマスを先に自分の領土にすることを目指すレースルールステージがある。

## キャラクター
本作の登場人物はカメレオンの妖精という設定であり、姉妹間の仲たがいから領土争奪戦に発展するという物語である。
エボシ
長女。外見は派手だが、性格は冷静沈着。カメレオンにもかかわらず、昆虫が嫌いでイチゴ好き。
エリオット
次女。元気がいい。ハエが好物だが、キンバエのことは嫌い。
クレスト
三女。眼鏡をかけた優等生。行動を予測しやすいカブトムシのことが好き。
ディルピス
末っ子。わがままな甘えん坊。コオロギを遊びながら食べるのが好き。
デレマ
森のどこかにいるという、4姉妹の母親。

## 評価
Metacriticでは、DS版の評価は賛否両論（ "mixed"）、PSP版の評価は否定的（ "unfavorable"）だった。
PSP版のファミ通のレビューでの点数は7・7・6・6がつけられ、合計点は40点満点中26点だった。
IGNのライアン・クレメンツはPSP版を低く評価しており、モードや戦略の奥深さが不十分だとしている。同じくIGNの Jack DeVriesはDS版について、ルールがしっかりしていると評価する一方で、ステージが広くなるとズームアップして全体が見渡せるようになる代わりに、自分のところしか見えない点を指摘、また、パッケージが魅力的でないと評している。
ニュースサイト4Gamer.netのライター・早苗月ハンバーグ食べ男は、「色を変えるパズルゲームという要素からカメレオンという設定になったのだろう」と推測し、「ハエを食べるカメレオンの美少女キャラは時代を先取りしすぎた感じが否めなかった」と述べている。また、Nintendo Switch/PC/PS4版の内容をニンテンドーDS版の実質的なリビルドだとしており、難易度設定が用意されていない点やキャラクターの少ない点を挙げて大味だとしつつも、「基本ルールがしっかりしているため空いた時間に楽しむのがちょうどよいだろう」と述べている。

### 受賞・ノミネート
AMショー2005出展機種人気ランキングビデオ基板部門トップ10にランクイン。